# Kněžka
Kněžka by se dala definovat jako ženská obdoba kněze. Je kvalifikována k provádění náboženských rituálů a zprostředkování kontaktu s božstvem. 

## Kněžky v minulosti
V minulosti se kněžky vyskytovaly prakticky ve všech velkých náboženstvích – od říší Inků a Aztéků, přes Indii, Čínu, starověké Řecko, Egypt, Řím, i území osídlená Kelty a Germány. Většinou byly jako kněžky vybírány panenské dívky, často z urozených rodin, které je do chrámů takříkajíc „uklízely“. Známé jsou kupříkladu delfské věštkyně pýthie či římské panenské vestálky. 

## Kněžky v křesťanství, judaismu a islámu
Ženskou obdobu kněžstva mají jen některé křesťanské církve, např. husité. Zde se však dává přednost označení farářka. Islám vůbec nemá svěcené kněžstvo. V židovství jsou kněží (kohanim) definováni Tórou jako mužští potomci Árónovi. O kněžích ženského pohlaví se Tóra nezmiňuje. V Novém zákoně je zmínka o jáhenkách (diakonkách).